# 黎氏工人
黎氏工人（1979年—），也译作黎氏公仁，越南律师和持不同政见者。

## 生平
黎氏工人籍貫前江省塸䲲西縣，生於1979年。畢業於河內法律大學後，黎氏工人進入河內律師協會工作。
根據越南官媒報導，擔任河內律師協會國際關係祕書時，黎氏工人有機會接觸到國際記者和駐河內外國使館的工作人員，後者將她介紹給了在越南「民主人士」中已頗有名氣的阮文台。2004年，黎氏工人進入阮文台的律師事務所工作。
2007年3月6日，黎氏工人與阮文台二人被河內公安安全調查機關以「宣傳反對越南社會主義共和國」的罪名起訴並逮捕，隨後被河內律師協會除名。